# Ван Дален, Корнелис
Не путать с Корнелис ван Далем

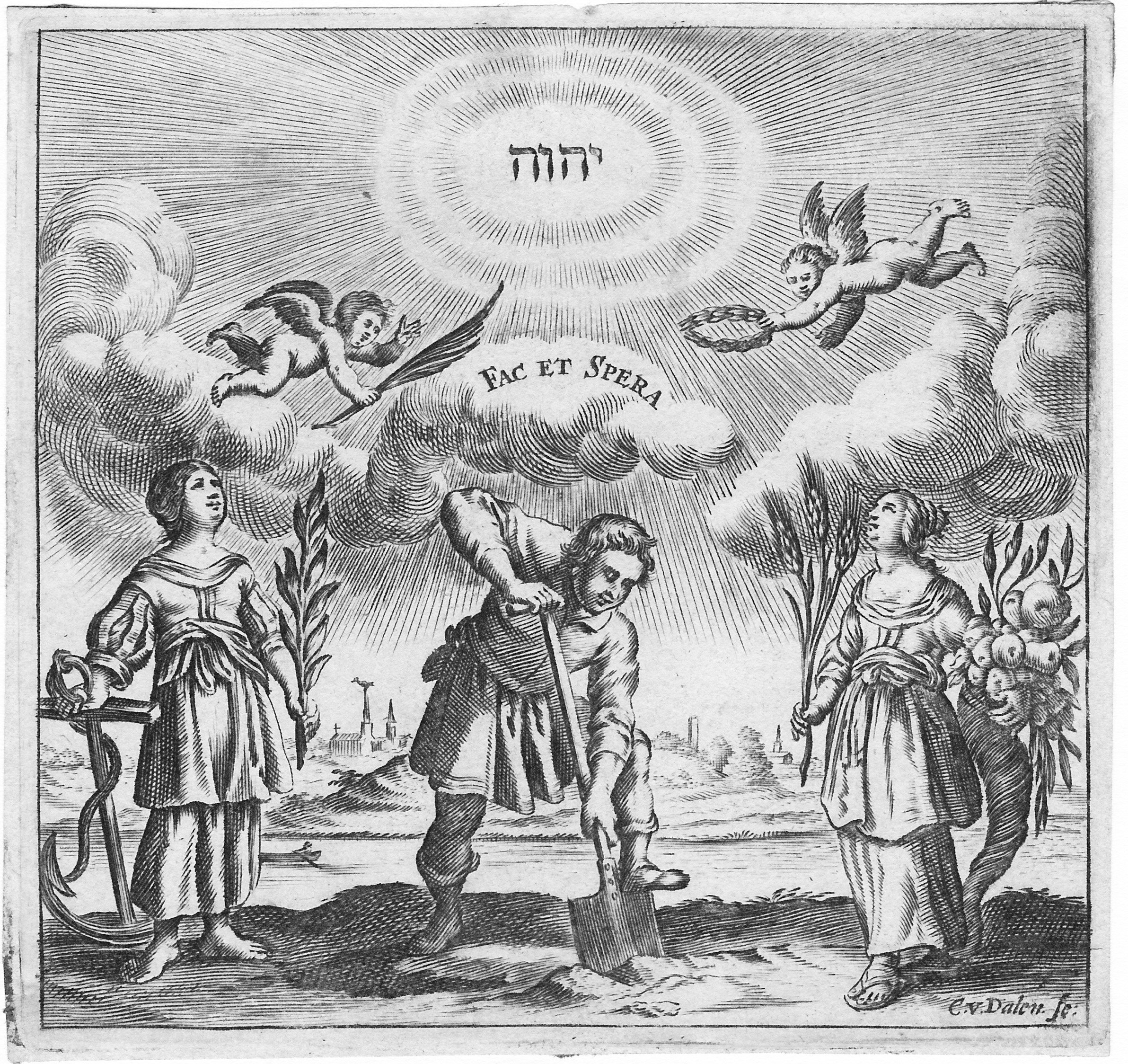
Корнелис ван Дален. Трудись и надейся. Ок. 1650. Гравюра резцом

Корнелис ван Дален Младший (нидерл. Cornelis van Dalen; 28 декабря 1638, Амстердам — 9 сентября 1664) — голландский рисовальщик и гравёр, издатель гравюр.
Его отец Корнелис ван Дален Старший (ок. 1602, Ауде, Нидерланды — 7 апреля 1665, Амстердам) был гравёром и издателем в Амстердаме.
Ван Дален Младший учился у своего отца и у Корнелиса Вишера (Фишера), одного из членов большой семьи гравёров и картографов «Пискаторов». Стиль обоих художников иногда напоминает стиль А. Блотеринга, Паулуса Понциуса или Адамса Болсверта.
На рисунках и гравюрах отца и сына изображены типичные голландские сельские, городские и морские пейзажи, портреты бюргеров, аллегорические или мифологические композиции чаще в качестве титульных листов или заставок книг, а также виньетки и иллюстрации к различным изданиям. Работы отца и сына ван Даленов не всегда бывает возможным различить. Но гравюры ван Далена Старшего (датированные 1631—1657 годами) чаще представляют собой портреты голландцев, а сына (1655—1659) — демонстрируют итальянское влияние.